# Болотников, Николай Антонович
Николай Антонович Болотников (1898—1943) — советский военачальник, генерал-майор танковых войск (1940), командующий бронетанковыми и механизированными войсками Волховского фронта (1942—1943).

## Биография
Родился 24 декабря 1898 года в деревне Болотниково Сарапульского уезда Вятской губернии.
В РККА с 1917 года. В составе 28-й дивизии В. Азина воевал с белогвардейцами в Ижевске и Воткинске. Затем воевал на Южном фронте под Царицыном. В 1932 году окончил бронетанковые курсы.
С 1935 года — майор, с 1938 года — полковник, с 4.11.39 года — комбриг, с 4.06.40 года — генерал-майор танковых войск.
С июня 1937 года — командир 26-го механизированного полка 26-й кавалерийской дивизии. С февраля 1939 года — врид командира 23-й танковой бригады. С июня 1939 по июль 1940 года — командир 6-й легкотанковой бригады. Участник похода РККА в Западную Белоруссию.
Инспектор автобронетанковых войск Одесского военного округа. С марта 1941 года — начальник Ленинградских бронетанковых курсов усовершенствования комсостава.
После начала Великой Отечественной войны, с 1 июля 1941 года — помощник командующего Северным фронтом по автобронетанковым войскам. Под его руководством в Ленинграде были созданы новые танковые части: на базе 1-й танковой дивизии в сентябре была сформирована 123-я танковая бригада (полковник В. И. Баранов), на базе 24-й танковой дивизии и других частей образованы 124-я (полковник А. Г. Родин) и 125-я (полковник М. И. Чесноков) танковые бригады, а также семь отдельных танковых батальонов непосредственной поддержки пехоты.
В 1942-43 годах — командующий бронетанковыми и механизированными войсками Волховского фронта.
Погиб от прямого попадания авиабомбы в блиндаж 26 января 1943. Похоронен в братской могиле в г. Волхов Ленинградской области у железнодорожного вокзала.
Газета «Фронтовая правда», 29.1.1943:

«…На боевом посту, на передней линии, защищая город Ленина, погиб смертью храбрых генерал-майор танковых войск Болотников. …С именем Болотникова связаны все крупные операции, проходившие на нашем фронте. Во всех упорных и ожесточённых сражениях он был на самых опасных и ответственных участках, умело направлял удары своих частей по врагу, делая всё для прославления русского оружия.»

Имя Н.А. Болотникова носит одна из улиц в Минске.

## Награды
- Орден Суворова II степени (Указ Президиума ВС СССР от 8.2.1943, посмертно)[2]
- Медаль «XX лет Рабоче-Крестьянской Красной Армии» (1938)

## Семья
Жена — Зинаида Ивановна Болотникова, проживала в Сарапуле, член женсовета при горвоенкомате.